# Марлоу: Частный сыщик
«Марлоу: Частный сыщик» — американский детективный сериал, который транслировался на канале HBO в США с 16 апреля 1983 года по 3 июня 1986 года и на канале ITV в Великобритании. Сериал изображает Пауэрса Бута в роли главного героя Рэймонда Чандлера и был первой драмой, созданной для HBO. В отличие от других современных воплощений персонажа Марлоу, сериал HBO сохранил шоу, действие которого происходило в 1930-х годах, в соответствии с оригинальными рассказами Рэймонда Чандлера.

## Краткое содержание
Сериал повествует о частном детективе Филиппе Марлоу. Действие происходит в Лос-Анджелесе в 1930-е годы, сюжетные линии представляют собой адаптацию рассказов Чандлера. «Марлоу: Частный сыщик», выходил в эфир двумя короткими сериями с апреля 1983 года по июнь 1983 года в США и с мая 1984 года в Великобритании. Второй запуск начался в апреле 1986 г. и закончился в июне 1986 г.

## В ролях
- Пауэрс Бут в роли Филипа Марлоу
- Кэтрин Ли Скотт в роли Энни Райордан (первый сезон)
- Уильям Кирнс в роли лейтенанта Виктора Мэги (первый сезон)

## Эпизоды

### Сезон 1 (1983)
| No. | Название             | Режиссёр      | Сценарист        | Дата выхода в эфир |
| --- | -------------------- | ------------- | ---------------- | ------------------ |
| 1 | «Карандаш»           | Питер Р. Хант | Джо Айзингер     | 16 апреля 1983     |
| Марлоу нанят для защиты бывшего бухгалтера мафии Сала Ваккаро. На него охотится банда после того, как он подделал документы и сбежал с их деньгами. Марлоу прячет Ваккаро в отеле, чтобы спасти от убийц, с помощью его девушки на побегушках, Энни Райордан, но вскоре становится ясно, что Марлоу играл всё время. Приглашённая звезда: Кэтрин Ли Скотт. |                      |               |                  |                    |
| 12 | «Король в жёлтом»    | Брайан Форбс  | Джесси Ласки мл. | 23 апреля 1983     |
| Дерзкий музыкант Кинг Леопарди находится на вершине хит-парадов, но кто-то сделал его номером 1 на отстрел. Он оказывается мёртвым в своей постели, и Марлоу нужно выяснить, кто убил короля. Подозреваемые варьируются от бывших до разгневанных менеджеров, а записка приводит Марлоу к мотоциклисту перед тем, как дело будет полностью закрыто. Приглашённая звезда: Лиз Хилбольдт. |                      |               |                  |                    |
| 13 | «Наводчик»           | Сидни Хайерс  | Джо Айзингер     | 30 апреля 1983     |
| Наём Марлоу становится опасен для жизни. После того, как два его клиента умирают и его обвиняют в убийстве одного из них, Марлоу вынужден вступить в бой с полицейскими, бандитами и расследованием с привлечением большого жюри, чтобы выбраться из беды. И как назло у них есть его пистолет как орудие убийства и 25000 долларов, которые жертва передала Марлоу на хранение. С неприятностями со всех сторон и красивой женщиной, которая может не быть той, за кого себя выдаёт, Марлоу пытается найти нужного человека. Приглашённая звезда: Гейл Ханникат. |                      |               |                  |                    |
| 14 | «Газ из Невады»      | Дэвид Уикс    | Дэвид Уикс       | 7 мая 1983         |
| Убит успешный адвокат из Рино, и копы сразу же обвиняют в этом старого соперника Марлоу. Но Марлоу в этом не уверен и намеревается оправдать его. След приводит к новому красавцу Энни Риордан и паре убийц с крайне смертоносным устройством, которое служит газовой камерой. Марлоу должен поймать их, прежде чем он станет следующей жертвой смертоносного «газа Невады». Приглашённая звезда: Джон Терри. |                      |               |                  |                    |
| 15 | «Умный Алек убивает» | Питер Р. Хант | Джесси Ласки мл. | 14 мая 1983        |
| Работа по обеспечению безопасности молодой голливудской звезды усложняется, когда Марлоу обнаруживает актёра мёртвым, а его врач и киностудия пытаются это скрыть. Теперь Марлоу по уши погряз в скандалах, наркотиках и шантаже. И что ещё хуже, у парня с автоматом, который на всякий случай хочет заставить Марлоу замолчать, чешутся пальцы на спусковом крючке. |                      |               |                  |                    |

### Сезон 2 (1986)
| No. | Название                     | Режиссёр     | Сценарист      | Дата выхода в эфир |
| --- | ---------------------------- | ------------ | -------------- | ------------------ |
| 21 | «Шантажисты не стреляют»     | Аллан Кинг   | Джереми Хоул   | 27 апреля 1986     |
| Мафиози нанимает Марлоу для защиты своей девушки-актрисы, которую случайно похищают. Приглашённые звёзды: Мелоди Андерсон, Аллан Роял. |                              |              |                |                    |
| 2 | «Испанская кровь»            | Роберт Исков | Джереми Хоул   | 4 мая 1986         |
| Марлоу расследует смерть своего друга-испанца, юриста, баллотировавшегося в прокуратуру против коррумпированного действующего президента. Приглашённые звёзды: Хелен Шейвер, Джон Вернон. |                              |              |                |                    |
| 23 | «Засада на Полуденной улице» | Роберт Исков | Джереми Хоул   | 11 мая 1986        |
| Марлоу пытается найти убийцу молодой девушки, но у него появляется шанс спасти ещё одну. Когда он приходит на помощь Токен Уэр, продавщице сигарет в ночном клубе, Марлоу становится главным подозреваемым в схеме вымогательства. Теперь ему приходится связываться с актёром, у которого сомнительные пристрастия к молодым женщинам, его агентом, который предпочитает молчать, владельцем клуба, столь же скользким, как и они сами, и мускулистым головорезом, который желает только смерти Марлоу. Приглашённые звёзды: Кейт Троттер, Робин Гивенс. |                              |              |                |                    |
| 24 | «Выстрелы у Сирано»          | Роберт Исков | Джереми Хоул   | 18 мая 1986        |
| Бенни Сирано владеет ночным клубом, тренажёрным залом и является менеджером Дюка Тарго, который может стать следующим чемпионом. Но кто-то давит на Дюка, чтобы тот сдался в следующем бою, поэтому Сирано нанимает Марлоу, чтобы убедиться, что этого не произойдёт. Похоже, что вымогательство связано с девушкой Дюка, Джин, и когда Марлоу обнаруживает связь с новым председателем объединения боксёров, он должен действовать быстро, прежде чем кто-то будет повержен... навсегда. Приглашённые звёзды: Роксанн Харт, Сек Линдер.                  |                              |              |                |                    |
| 25 | «Опасность — моя профессия»  | Роберт Исков | Джереми Хоул   | 25 мая 1986        |
| Миллионер нанимает Марлоу, чтобы разорвать зарождающийся роман между его наивным племянником и карьеристкой. Приглашённые звёзды: Кейт Рид, Дженнифер Дэйл. |                              |              |                |                    |
| 26 | «Горячий ветер»              | Мартин Лавут | Джарон Саммерс | 3 июня 1986        |
| Когда ветер Санта-Ана проходит по городу, может случиться всё, что угодно, а убийство в баре заставляет Марлоу начать новое дело. Женщина с секретом, пропавшее жемчужное ожерелье, роман, который может разрушить карьеру, и ещё один труп — всё станет явным прежде, чем уляжется пыль. Приглашённые звёзды: Мори Чайкин, Линда Гриффитс. |                              |              |                |                    |

## Награды и номинации
| Год  | Премия                                        | Результат | Номинация                                                                         | Номинант                                         |
| ---- | --------------------------------------------- | --------- | --------------------------------------------------------------------------------- | ------------------------------------------------ |
| 1983 | CableACE Award                                | Nominated | Actor in a Dramatic Presentation                                                  | Пауэрс Бут                                       |
| 1987 | CableACE Award                                | Nominated | Actress in a Dramatic Series                                                      | Кейт Рид (в эпизоде «Опасность — моя профессия») |
| 1987 | Награда Канадского общества кинематографистов | Nominated | Best Cinematography in TV Drama                                                   | Рене Охаси                                       |
| 1986 | Джемини                                       | Nominated | Лучший сценарий для драматической программы или сериала (телевизионной адаптации) | Джереми Хоул                                     |
| 1986 | Джемини                                       | Nominated | Best Photography in a Dramatic Program or Series                                  | Рене Охаси                                       |
| 1986 | Джемини                                       | Nominated | Best Pay TV Drama                                                                 | Джон Слэн                                        |
| 1986 | Джемини                                       | Nominated | Best Music Composition for a Series (Dramatic Underscore)                         | Сэмюэл Матловски                                 |